# Verbandsgemeinde Weißenthurm
Die Verbandsgemeinde Weißenthurm ist eine Gebietskörperschaft im Landkreis Mayen-Koblenz in Rheinland-Pfalz. Der Verbandsgemeinde gehören die beiden Städte Mülheim-Kärlich und Weißenthurm sowie fünf weitere Ortsgemeinden an, der Verwaltungssitz ist in der namensgebenden Stadt Weißenthurm.
Mit 35.421 Einwohnern gehört sie zu den größten Verbandsgemeinden in Rheinland-Pfalz.

## Verbandsangehörige Gemeinden
| Ortsgemeinde, Stadt          | Fläche (km²) | Einwohner |
| ---------------------------- | ------------ | --------- |
| Bassenheim                   | 14,76        | 2.967     |
| Kaltenengers                 | 3,07         | 2.232     |
| Kettig                       | 7,78         | 3.509     |
| Mülheim-Kärlich, Stadt       | 16,31        | 11.321    |
| Sankt Sebastian              | 2,88         | 2.678     |
| Urmitz                       | 3,77         | 3.408     |
| Weißenthurm, Stadt           | 3,99         | 9.306     |
| Verbandsgemeinde Weißenthurm | 52,56        | 35.421    |

(Einwohner am 31. Dezember 2023)

## Bevölkerungsentwicklung
Die Entwicklung der Einwohnerzahl bezogen auf das Gebiet der heutigen Verbandsgemeinde Weißenthurm; die Werte von 1871 bis 1987 beruhen auf Volkszählungen:
| Jahr | Einwohner |
| 1815 | 4.127     |
| 1835 | 6.269     |
| 1871 | 7.605     |
| 1905 | 12.679    |
| 1939 | 17.706    |
| 1950 | 20.431    |
| 1961 | 23.715    |

| Jahr | Einwohner |
| 1970 | 27.062    |
| 1987 | 28.265    |
| 1997 | 31.312    |
| 2005 | 32.648    |
| 2017 | 34.665    |
| 2018 | 34.798    |
| 2022 | 35.279    |

## Geschichte
Die Verbandsgemeinde Weißenthurm entstand im Rahmen der in den 1960er Jahren begonnenen rheinland-pfälzischen Funktional- und Gebietsreform am 1. Oktober 1968 aus dem gleichzeitig aufgelösten Amt Weißenthurm.

## Politik

### Verbandsgemeinderat
- SPD: 7
- Grüne: 3
- FWG: 13
- FDP: 1
- CDU: 16

Der Verbandsgemeinderat Weißenthurm besteht aus 40 ehrenamtlichen Ratsmitgliedern, die bei der Kommunalwahl am 9. Juni 2024 in einer personalisierten Verhältniswahl gewählt wurden, und dem hauptamtlichen Bürgermeister als Vorsitzendem.
Die Sitzverteilung im Verbandsgemeinderat:
| Wahl | SPD | CDU | Grüne | FDP | FWG | Gesamt   |
| ---- | --- | --- | ----- | --- | --- | -------- |
| 2024 | 7   | 16  | 3     | 1   | 13  | 40 Sitze |
| 2019 | 10  | 17  | 2     | 2   | 9   | 40 Sitze |
| 2014 | 13  | 19  | –     | 1   | 7   | 40 Sitze |
| 2009 | 13  | 19  | –     | 3   | 5   | 40 Sitze |
| 2004 | 13  | 21  | –     | 2   | 4   | 40 Sitze |

- FWG = Freie Wählergruppe für die Verbandsgemeinde Weißenthurm e. V.

### Bürgermeister
Liste der Bürgermeister der Verbandsgemeinde:
- 1977–2010: Walter Weinbach (CDU)
- 2010–2018: Georg Hollmann (CDU)
- seit 2018: Thomas Przybylla (CDU)

Bei der Direktwahl am 19. November 2017 setzte sich Thomas Przybylla mit einem Stimmenanteil von 72,9 % gegen seinen einzigen Gegenkandidaten Sven Kreienbrock (SPD) durch. Er trat seine achtjährige Amtszeit am 27. Juni 2018 an. Sein Vorgänger Georg Hollmann hatte nicht erneut kandidiert.